# Helius (Helius) chikurinensis
Helius (Helius) chikurinensis is een tweevleugelige uit de familie steltmuggen (Limoniidae). De soort komt voor in het Oriëntaals gebied.